# Sylvania 300

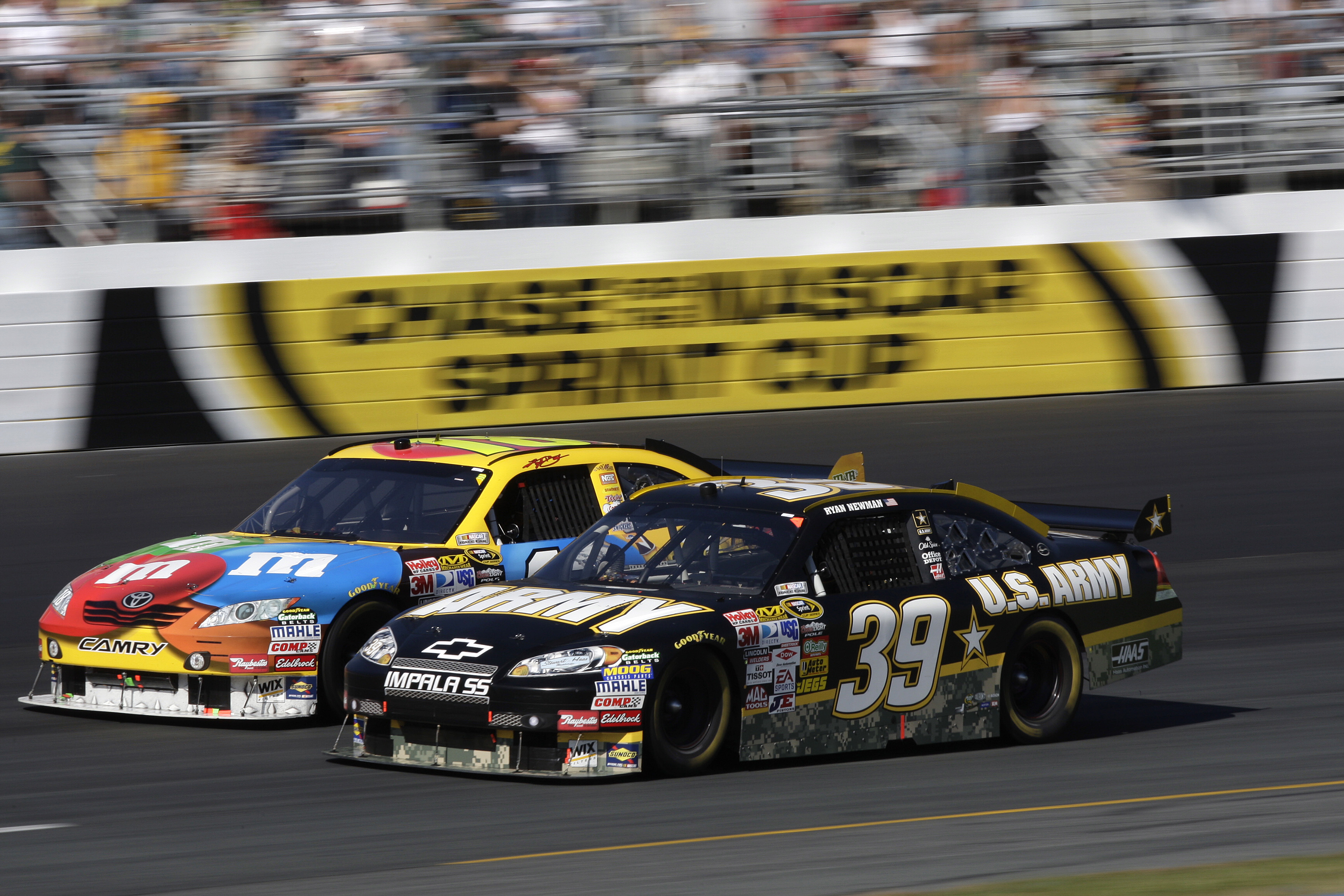
Ryan Newman (#39) en Kyle Busch tijdens de race van 1999.

De Sylvania 300 is een race uit de NASCAR Sprint Cup. De wedstrijd wordt gehouden op de New Hampshire Motor Speedway over een afstand van 317 mijl of 510 km. De eerste race werd gehouden in 1997 en werd gewonnen door Jeff Gordon. De wedstrijd maakt deel uit van de Chase for the Championship. In het voorjaar wordt op hetzelfde circuit de Lenox Industrial Tools 301 gehouden.

## Namen van de race
- CMT 300 (1997)
- Farm Aid on CMT 300 (1998)
- Dura Lube/Kmart 300 (1999)
- Dura Lube 300 (2000)
- New Hampshire 300 (2001 - 2002)
- Sylvania 300 (2003 - heden)

## Winnaars
| Jaar                | Winnaar        | Auto      |
| CMT 300             | CMT 300        | CMT 300   |
| ------------------- | -------------- | --------- |
| 1997                | Jeff Gordon    | Chevrolet |
| Farm Aid on CMT 300 |                |           |
| 1998                | Jeff Gordon    | Chevrolet |
| Dura Lube/Kmart 300 |                |           |
| 1999                | Joe Nemechek   | Chevrolet |
| Dura Lube 300       |                |           |
| 2000                | Jeff Burton    | Ford      |
| New Hampshire 300   |                |           |
| 2001                | Robby Gordon   | Chevrolet |
| 2002                | Ryan Newman    | Ford      |
| Sylvania 300        |                |           |
| 2003                | Jimmie Johnson | Chevrolet |
| 2004                | Kurt Busch     | Ford      |
| 2005                | Ryan Newman    | Dodge     |
| 2006                | Kevin Harvick  | Chevrolet |
| 2007                | Clint Bowyer   | Chevrolet |
| 2008                | Greg Biffle    | Ford      |
| 2009                | Mark Martin    | Chevrolet |
| 2010                | Clint Bowyer   | Chevrolet |
| 2011                | Tony Stewart   | Chevrolet |
| 2012                | Denny Hamlin   | Toyota    |
| 2013                | Matt Kenseth   | Toyota    |

Huidige races:
Can-Am Duel ·
Daytona 500 ·
Subway Fresh Fit 500 ·
Kobalt Tools 400 ·
Food City 500 ·
Auto Club 400 ·
STP Gas Booster 500 ·
NRA 500 ·
Aaron's 499 ·
Toyota Owners 400 ·
Bojangles' Southern 500 ·
FedEx 400 ·
Coca-Cola 600 ·
STP 400 ·
Pocono 400 ·
Quicken Loans 400 ·
Toyota/Save Mart 350 ·
Coke Zero 400 ·
Quaker State 400 ·
Camping World RV Sales 301 ·
Brickyard 400 ·
Gobowling.com 400 ·
Cheez-It 355 at The Glen ·
Pure Michigan 400 ·
Irwin Tools Night Race ·
AdvoCare 500 (Atlanta Motor Speedway) ·
Federated Auto Parts 400 ·
Geico 400 ·
Sylvania 300 ·
AAA 400 ·
Hollywood Casino 400 ·
Bank of America 500 ·
Camping World RV Sales 500 ·
Goody's Headache Relief Shot 500 ·
AAA Texas 500 ·
AdvoCare 500 (Phoenix International Raceway) ·
Ford EcoBoost 400

Voormalige races:

Buddy Shuman 276 ·
Budweiser 400 ·
Budweiser NASCAR 400 ·
Columbia 200 ·
Coors 420 ·
First Union 400 ·
Greenville 200 ·
Hickory 276 ·
Kobalt Tools 500 (Atlanta Motor Speedway) ·
Los Angeles Times 500 ·
Mountain Dew Southern 500 ·
Northern 300 ·
Pepsi 420 ·
Pepsi Max 400 ·
Pickens 200 ·
Pop Secret Microwave Popcorn 400 ·
Sandlapper 200 ·
Subway 400 ·
Tyson Holly Farms 400 ·
Winston Western 500